# 相生ユニビオ
相生ユニビオ株式会社（あいおいユニビオ、英: AIOI UNIBIO Co., Ltd. ）は、愛知県西尾市に本社を置く酒類メーカー。

## 概要
明治5年創業の老舗酒類メーカー。2004年（平成16年）10月1日、みりん製造の「相生味淋株式会社」および焼酎製造の「愛知酒精工業株式会社」と清酒製造の「相生酒造株式会社」の3社が合併し、相生ユニビオ株式会社となった。
2025年（令和7年）6月2日には、食品スーパー「ロピア」などを傘下に置くOICグループの子会社となっている。
主な事業はみりん、清酒、焼酎、健康食品等の製造販売で、薬事部門から独立した子会社の相生発酵がスキンケア化粧品や入浴剤等の製造販売を行っている。

## 沿革
- 1872年（明治5年）- 古久根勇蔵、愛知県碧南市弥生町にて相生みりんの製造を開始[3]。
- 1918年（大正7年）- 村松文司、愛知県碧南市にて本みりん（初生桜）の製造を開始[3]。
- 1941年（昭和16年）- 酒精・焼酎の免許を取得し、三河合同焼酎株式会社設立[3]。
- 1945年（昭和20年）- 三河合同焼酎が愛知酒精工業株式会社に改称[3]。
- 1954年（昭和29年）- 古久根勇蔵、清酒製造業を開始[3]。
- 1956年（昭和31年）- 村松文司、清酒製造業を開始[3]。
- 1959年（昭和34年）- 両社合理化のため専業体制に統合。相生味淋株式会社及び相生酒造株式会社とする[3]。
- 1966年（昭和41年）- 本社および工場を愛知県西尾市に移転[3]。
- 1985年（昭和50年）- ワイン製造免許取得[3]。
- 1989年（平成元年）- 株式会社相生発酵を設立し、薬事部門を分離独立[3]。
- 2004年（平成16年）-  みりん、清酒、焼酎の製造3社が合併し、相生ユニビオ株式会社となる[3]。
- 2006年（平成18年）-  株式会社相生発酵より製造部門を譲受[3]。
- 2010年（平成22年） - 平成21年度の愛知ブランド企業に認定[3]。
- 2012年（平成24年） - 名古屋営業所を名古屋市中村区名駅に設置。大阪支店を大阪市西区靭本町に移転。
- 2025年（令和7年） - OICグループが全株式を取得し子会社化した[4]。

## グループ会社
- 株式会社 相生発酵
- 上海相申調味品有限公司